# Chrysoparadoxaceae
Famille
Les Chrysoparadoxaceae sont une famille d'algues de l'embranchement des Ochrophyta, de la classe des Chrysoparadoxophyceae et de l'ordre des Chrysoparadoxales.
Il s'agit d'une algue marine unicellulaire de couleur brun doré, vivant naturellement dans le sable, mais qui ne put être décrite qu'à partir de cultures clonales installées dans un bassin intertidal du sud-est de l'Australie.

## Étymologie
Le nom vient du genre type Chrysoparadoxa, dérivé du grec χρυσός / khrusos, « couleur or », et παράδοξος / paradoxos , « opposé au sens commun », littéralement « paradoxe doré », en référence à la structure inhabituelle de cet organisme dont les « chloroplastes ne sont entourés que de deux membranes ».

## Liste des genres
Selon AlgaeBase (29 janvier 2022) :
- Chrysoparadoxa Wetherbee, 2018